# André Previn
Pour les articles homonymes, voir Previn.
André George Previn, né Andreas Ludwig Priwin le 6 avril 1929 à Berlin et mort le 28 février 2019 à Manhattan (New York),, est un pianiste, chef d'orchestre et compositeur américain d'origine allemande.

## Biographie

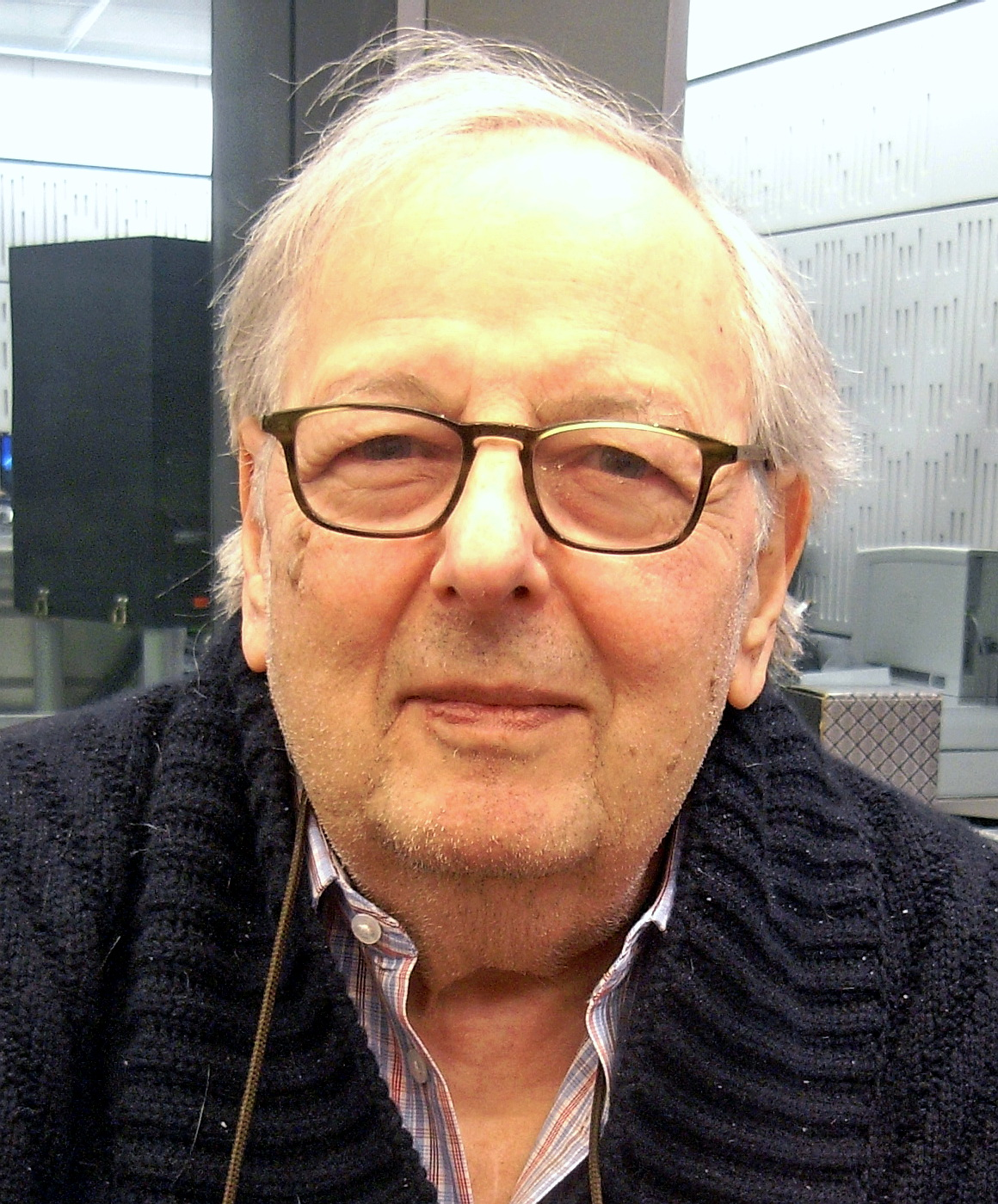
André Previn en 2012.

Né dans une famille juive de Berlin, Andreas Priwin émigre avec sa famille aux États-Unis en 1938 pour échapper aux nazis. Il devient citoyen américain en 1943, grandit à Los Angeles et fait ses premiers pas en arrangeant et composant des musiques de films d'Hollywood à partir de 1948. Il adapte et dirige la musique pour des films comme Gigi (1958), Porgy and Bess (1959), Irma la Douce (1963) et My Fair Lady (1964) ; pour chacun d'eux, il reçoit un Oscar de la meilleure adaptation musicale (il est au cours de sa carrière onze fois nommé pour un Oscar). Pendant des années, il travaille au célèbre département musical de la MGM dirigé par Arthur Freed.
À la fin des années 1950, il se produit et enregistre comme pianiste de jazz. Enregistrant principalement pour Contemporary Records, il travaille avec Shelly Manne et Benny Carter. Son album de chansons de My Fair Lady (1956) avec Manne est devenu un best-seller.
En 1967, Previn, qui avait été l'élève de Pierre Monteux de 1951 à 1953, à l'époque où ce dernier dirigeait l'Orchestre symphonique de San Francisco, devient chef de l'orchestre symphonique de Houston, puis l'année suivante de celui de Londres, avec lequel il enregistrera la musique du film Rollerball, sorti en 1975. Dans les années qui suivent, il dirige de nombreuses fois l'orchestre symphonique de Pittsburgh, le Royal Philharmonic Orchestra et l'orchestre philharmonique de Los Angeles.
Après sa carrière à Hollywood, il se concentre davantage sur la composition d'œuvres de musique classique. Son premier opéra, A Streetcar Named Desire, sur un livret de Philip Littell, et basé sur la pièce de Tennessee Williams, est représenté pour la première fois à l'opéra de San Francisco en 1998 avec Renée Fleming dans le rôle-titre de Blanche DuBois.
Parmi ses autres œuvres de musique classique, on trouve notamment un concerto pour violoncelle dédié à Yo-Yo Ma, un concerto pour piano dédié à Vladimir Ashkenazy, un concerto pour guitare, des cycles de chansons pour Janet Baker, Kathleen Battle, Barbara Bonney et Anthony Dean Griffey…
De 2002 à 2006, il est directeur musical de l'orchestre philharmonique d'Oslo.

### Vie privée
André Previn a déjà été marié quatre fois (Dorothy Langan, dite Dory Previn (en), Mia Farrow, Betty Bennett, Heather Sneddon), lorsqu'il épouse en 2002 la violoniste allemande Anne-Sophie Mutter, pour laquelle il a d'ailleurs écrit un concerto pour violon (Anne-Sophie, mars 2002). Le couple se sépare en 2006.
Soon-Yi Previn est sa fille adoptive.

## Récompenses et distinctions
- 1996 : chevalier commandeur honoraire de l'ordre de l'Empire britannique (KBE) par la reine Élisabeth II.
- 1998 : Kennedy Center Honors en reconnaissance de ses contributions à la musique classique et à l'opéra aux États-Unis
- 2005 : Prix Glenn-Gould en reconnaissance de sa carrière musicale

## Filmographie partielle

### Musiques de films
André Previn a écrit pour plus de 50 films ou comédies musicales parmi lesquels :
- 1949 : La Scène du crime (Scene of the Crime) de Roy Rowland
- 1949 : Incident de frontière (Border Incident) d'Anthony Mann
- 1949 : Tension de John Berry
- 1949 : Lassie perd et gagne (The Sun Comes Up) de Richard Thorpe
- 1949 : Le Défi de Lassie (Challenge to Lassie) de Richard Thorpe
- 1950 : Trois Petits Mots (Three Little Words) de Richard Thorpe
- 1950 : Le Convoi maudit (The Outriders) de Roy Rowland
- 1950 : Kim de Victor Saville
- 1950 : Les Âmes nues (Dial 1119) de Gerald Mayer
- 1951 : Jour de terreur (Cause for Alarm!) de Tay Garnett
- 1953 : Embrasse-moi, chérie (Kiss Me, Kate) de George Sidney
- 1953 : La Fille qui avait tout (The Girl Who Had Everything) de Richard Thorpe
- 1954 : Un homme est passé (Bad Day at Black Rock) de John Sturges
- 1955 : Beau fixe sur New York (It's Always Fair Weather) de Stanley Donen et Gene Kelly
- 1956 : Le Repas de noces (The Catered Affair) de Richard Brooks
- 1956 : La première balle tue (The Fastest Gun Alive) de Russell Rouse
- 1956 : Invitation à la danse (Invitation to the Dance) de Gene Kelly
- 1957 : La Belle de Moscou (Silk Stockings) de Rouben Mamoulian
- 1957 : La Femme modèle (Designing Woman) de Vincente Minnelli
- 1957 : La Cage aux hommes (House of Numbers) de Russell Rouse
- 1959 : Porgy and Bess d'Otto Preminger
- 1960 : Elmer Gantry le charlatan (Elmer Gantry) de Richard Brooks
- 1960 : Qui était donc cette dame ? (Who Was That Lady?)  de George Sidney
- 1960 : Pepe de George Sidney
- 1960 : Les Rats de caves (The Subterraneans) de Ranald MacDougall
- 1960 : Un numéro du tonnerre (Bells Are Ringing) de Vincente Minnelli
- 1961 : Il a suffi d'une nuit (All in a Night's Work)  de Joseph Anthony
- 1961 : Un, deux, trois (One, Two, Three) de Billy Wilder
- 1961 : Les Quatre Cavaliers de l'Apocalypse (The Four Horsemen of the Apocalypse)
- 1962 : Deux sur la balançoire de Robert Wise
- 1962 : Long Voyage vers la nuit (Long Day's Journey Into Night) de Sidney Lumet
- 1963 : Irma la Douce de Billy Wilder
- 1964 : Embrasse-moi, idiot de Billy Wilder
- 1964 : My Fair Lady de George Cukor
- 1964 : La mort frappe trois fois (Dead Ringer) de Paul Henreid
- 1964 : Au revoir, Charlie (Goodbye Charlie) de Vincente Minnelli
- 1965 : Daisy Clover (Inside Daisy Clover) de Robert Mulligan
- 1966 : La Grande Combine (The Fortune Cookie) de Billy Wilder
- 1969 : La Kermesse de l'ouest (Paint Your Wagon) de Joshua Logan
- 1969 : La Symphonie pathétique (The Music Lovers) de Ken Russell

### Oscars
Nommé onze fois à l'Oscar de la meilleure musique de film, il en a remporté quatre :
- 1958 : Gigi
- 1959 : Porgy and Bess
- 1963 : Irma la Douce
- 1964 : My Fair Lady

## Discographie sélective, classique
- Liszt - Concertos pour piano, Misha Dichter (piano), Orchestre symphonique de Pittsburgh, dir. André Previn (Philips 1982)
- 5 concertos pour piano et orchestre, Fantaisie Africaine, de Camille Saint-Saëns, piano, Jean-Philippe Collard, Royal Philharmonic Orchestra, dir. André Previn (EMI Classics 1987)
- Requiem de Hector Berlioz, London Philharmonic Choir, London Philharmonic Orchestra, Robert Tear, dir. André Previn (EMI 1980 report Warner Classics 2019)

## Discographie jazz

### En tant que leader/co-leader
- Collaboration (RCA Victor, 1955) - avec Shorty Rogers
- Double Play! (Contemporary, 1957) avec Russ Freeman
- Pal Joey (Contemporary, 1957)
- Gigi (Contemporary, 1958)
- André Previn Plays Songs by Vernon Duke (Contemporary, 1958)
- King Size! (Contemporary, 1959)
- André Previn Plays Songs by Jerome Kern (1959)
- West Side Story (Contemporary, 1959)
- The Subterraneans (Soundtrack) (MGM, 1960)
- Like Previn! (Contemporary, 1960)
- André Previn Plays Songs by Harold Arlen (Contemporary, 1960)
- André Previn and J.J. Johnson Play Mack the Knife and Bilboa Song and Other Music from the Threepenny Opera, Happy End, Mahagonny (1961, with J.J. Johnson, Red Mitchell and Frank Capp)
- Duet (1962, avec Doris Day, Red Mitchell et Frank Capp)
- My Fair Lady (Columbia, 1965) with Red Mitchell, Herb Ellis and Frank Capp
- A Different Kind of Blues (1980, avec Itzhak Perlman, Jim Hall, Red Mitchell et Shelly Manne)
- Nice Work If You Can Get It (1983, avec Ella Fitzgerald et Niels-Henning Ørsted Pedersen)
- After Hours (1989, avec Joe Pass et Ray Brown)
- Uptown (1990, avec Mundell Lowe et Ray Brown)
- Old Friends (1992, avec Mundell Lowe et Ray Brown)
- Kiri Sidetracks: The Jazz Album (Philips Classics, 1992) avec Kiri Te Kanawa, Mundell Lowe et Ray Brown)
- André Previn and Friends Play Show Boat (1995, avec Mundell Lowe, Ray Brown et Grady Tate)
- Sure Thing. The Jerome Kern Songbook (1996, avec Sylvia McNair et David Finck)
- Ballads. Solo Jazz Standards (1996)
- Come Rain or Shine. The Harold Arlen Songbook (1996, avec Sylvia McNair et David Finck)
- Jazz at the Musikverein (1997, avec Mundell Lowe et Ray Brown)
- We Got Rhythm. A Gershwin Songbook (1998, avec David Finck)
- We Got It Good and That Ain't Bad. An Ellington Songbook (1999, avec David Finck)
- Live at the Jazz Standard (2001, avec David Finck)
- Alone: Ballads for Solo Piano (2007)

### En tant que sideman/group member
Avec Benny Carter
- Jazz Giant (Contemporary, 1958)

Avec Helen Humes
- Tain't Nobody's Biz-ness if I Do (Contemporary, 1959)
- Songs I Like to Sing! (Contemporary, 1960)

Avec Barney Kessel
- Music to Listen to Barney Kessel By (Contemporary, 1956)
- Carmen (Contemporary, 1959)

Avec Shelly Manne
- Shelly Manne & His Friends (Contemporary, 1956)
- My Fair Lady (Contemporary, 1956)
- Li'l Abner (Contemporary, 1957)
- Bells Are Ringing (Contemporary, 1959)

Avec Lyle Murphy
- 12-Tone Compositions and Arrangements by Lyle Murphy (Contemporary, 1955)